# Малая Елань
Малая Елань (Елань) — река в Тамбовской и Воронежской областях России. Начинается близ деревни Натальевка Тамбовской области. Основные её притоки: ручей Банный, водоток оврага Собачий, водоток оврага Гороховый (правые), водоток оврага Красная Речка (левый). Сливаясь с рекой Большая Елань, образуют реку Елань (приток Савалы) в 130 км от устья последней. Длина реки составляет 28 км, площадь бассейна 220 км².

## Данные водного реестра
По данным государственного водного реестра России относится к Донскому бассейновому округу, водохозяйственный участок реки — Савала, речной подбассейн реки — Хопёр. Речной бассейн реки — Дон (российская часть бассейна).
Код объекта в государственном водном реестре — 05010200312107000007256.